# Esthal
Esthal település Németországban, Rajna-vidék-Pfalz tartományban. Lakosainak száma 1349 fő (2023. december 31.).

## Népesség
A település népességének változása:
| Lakosok száma | 1738 | 1332 | 1323 | 1302 | 1344 | 1349 |
|               | 1975 | 2017 | 2019 | 2021 | 2022 | 2023 |